# Il sindaco del rione Sanità

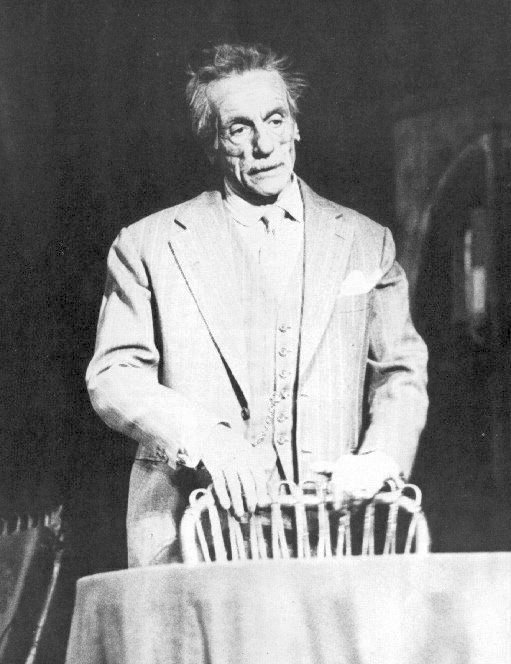
Eduardo De Filippo i rollen som Antonio Barracano vid urpremiären 1960

Il sindaco del rione Sanità (”Stadsdelen Sanitàs borgmästare”) är en italiensk teaterpjäs  i tre akter skriven av Eduardo De Filippo. Pjäsen, som är De Filippos mest omdebatterade, hade premiär 1960 på Teatro Quirino i Rom. Den har sedan dess spelats otaliga gånger på italienska teaterscener, under 2010-talet med bland andra Eros Pagni i huvudrollen. Den har också producerats som två TV-versioner och en långfilm.

## Om pjäsen
Ända sedan uruppförandet har pjäsen och dess huvudperson Antonio Barracano, inofficiell "borgmästare" i stadsdelen ("rione") Sanità i Neapel, varit föremål för diskussioner. De har bland annat gällt hur Barracano och hans maktutövning ska uppfattas i förhållande till camorran, den napolitanska varianten av organiserad brottslighet. Vad Barracanos makt baseras på klargörs aldrig i pjäsen. De Filippo har beskrivit honom som en "symbolisk" figur men samtidigt namngett en verklig förebild, vid namn Campoluongo, som han bestämt förnekade skulle ha haft samröre med camorran. Trots det beskrivs Barracano ofta i litteraturen som en "capocamorra". De Filippo har vidare sagt att för honom utgör den delen av berättelsen bara den ram inom vilken han skildrar huvudpersonernas karaktärer. Det är oklart varför han har valt just den ramen och hur lika varandra pjäsens Barracano och verkligheterns Campoluongo var.
Något som emellertid framgår tydligt av pjäsen är att när något har gått snett och man vill ha rättvisa i Sanità, då går man inte till polis eller åklagare, man går hem till Antonio Barracano och anhåller om att få sin sak granskad. Barracano lyssnar på ärendet, tänker på saken och fäller sin dom. Det finns ingen instans dit den kan överklagas. Om man ifrågasätter Barracanos beslut eller bryter emot det blir man hämtad till en ny sittning av tystlåtna män med mörka solglasögon och man lämnar inte den sittningen utan att Barracano har fått igenom sin vilja. Att Barracano vid behov kan ta till våld är inget man behöver sväva i ovisshet om. Barracano medger själv i en diskussion med en motsträvig "åtalad" att han egenhändigt har dödat en man som gjort sig förtjänt av det ödet. Den upplysningen framförs inte som ett direkt hot utan som en berättelse i vanlig samtalston om något hemskt som har hänt en person som gjorde något han inte borde ha gjort.
Antonio Barracano som i pjäsen är 75 år gammal går att placera tidsmässigt på ett ungefär, eftersom Campoluongo ska ha agerat som "beskyddare" för De Filippos tidiga filmprojekt i Neapel under 1940-talet. Något som också framgår av pjäsen är att Barracano i sin ungdom tillbringat många år i USA och att hans betydande förmögenhet på något sätt har grundlagts under den tiden. De påfallande likheterna mellan pjäsens första akt och motsvarande delar av filmen Gudfadern (1972) har föranlett beskrivningar av Barracano som en föregångare till Vito Corleone med den skillnaden att händelserna i De Filippos pjäs ter sig mer realistiska än Hollywood-variantens.

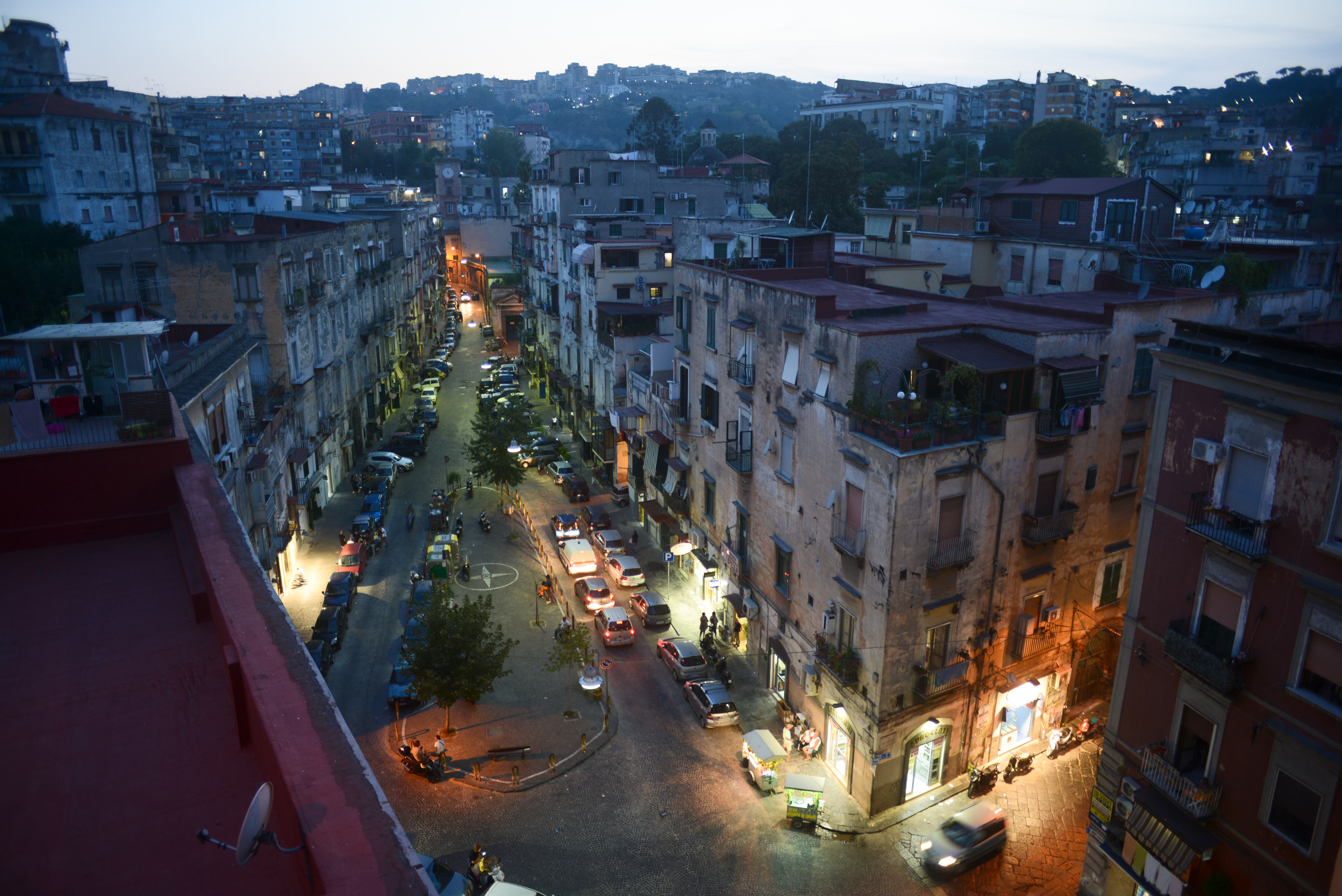
Gatuvy i stadsdelen Sanità i Neapel

## Handling i huvuddrag
Tidigt en morgon medan det fortfarande är mörkt stiger flera personer i Barracanos hushåll upp och börjar förbereda något i matsalen. Man flyttar på saker och monterar upp något som ser ut som ett tapetserarbord som täcks med lakan. När även en metallskål med olika kirurgiska instrument ställs fram och en av de närvarande flamberar skålens innehåll klarnar det att man förbereder en operation. En bil kör fram till huset och ut kliver två män vilka identifierar sig själva som Nait och Palummiello. En av dem, Palummiello, har en skottskada på lårets framsida och beklagar sig högljutt över smärtan den orsakar. Han blir hjälpt in i huset och lagd på det förberedda tillfälliga operationsbordet. En av de närvarande männen tvättar sina händer noga, tar på sig gummihanskar och plockar ut kulan ur låret på Palummiello med snabbheten hos en utbildad läkare med vana att operera skottskador. Den vanan styrks av att han efter bara en snabb blick på projektilen konstaterar att kalibern är 9 mm. Han får besked av Nait att det är han som har skjutit men när Nait försöker redogöra för vad som har hänt säger läkaren, som heter Fabio Della Ragione, att han inte vill veta något alls om saken. De två männen beordras att stanna kvar i huset och vänta på att Antonio Barracano ska avgöra tvisten mellan dem.
Della Ragione sätter sig vid bordet tillsammans med en medelålders kvinna som assisterat vid förberedelserna och bland annat kokat kaffe till alla. En diskussion utspinner sig angående Barracanos hustru som under natten körts till sjukhuset av sin son efter att ha blivit biten av Barracanos hund, en mastino napoletano som lystrar till namnet Malavita. Samtalet avbryts av Barracano som inträder i rummet, efter att ha blivit väckt av Palummiellos smärtskrik. Medan han äter frukost blir han informerad om nattens två händelser och blir något irriterad över både att hans hund har bitit hustrun och att Nait har skjutit Palummiello utan att först ha låtit Barracano avgöra om det fanns möjlighet att försöka lösa tvisten utan våld. Hans hustru återkommer från sjukhuset med sina två söner och sin dotter. Dottern beordras att ta fram mapparna med dagens ärenden och Barracano förbereder sin mottagning. Man får klart för sig att detta är återkommande rutiner och att det egentligen handlar om något slags inofficiell domstol för stadsdelen Sanità med Barracano som självutnämnd och enväldig domare.
Det första "målet" gäller en tvist mellan en gäldenär och en fordringsägare. Den som initierat ärendet är gäldenären som anklagar långivaren för ocker och säger att han på några månader tvingats betala helt orimliga 120 000 lire i räntor för ett lån på 300 000 som han tvingats ta för att hans sjuka dotter ska kunna få adekvat vård. Svaret från ockraren blir ett avvisande konstaterande att man inte bör låna pengar om man inte kan betala. Efter att ha lyssnat på båda parters argument tar Barracano fram ett osynligt låtsasskrin och räknar ur det fram 300 000 likaledes osynliga låtsaslire till långivaren som därefter får en uppmaning att skriva ett kvitto på att hela skulden är betald. Barracano förödmjukar honom dessutom genom att tvinga honom att ljudligt räkna de osynliga pengarna. Lånehajen vågar inte protestera det minsta mot den omilda behandlingen utan skriver under det begärda kvittot. Målet mellan Nait och Palummiello avgörs lika snabbt och smidigt. Barracano dömer att Nait har rätt i själva sakfrågan, gällande en anställning på en nattklubb som parterna konkurrerat om, men att han gjorde fel när han tog till vapen i stället för att komma till Barracano med problemet. Barracano ger därför Nait en örfil och varnar honom för att upprepa misstaget. Därefter förklarar han parternas tvist avslutad och de får lämna huset efter att ha skakat hand på saken.
Det tredje målet är av annan art då det gäller en händelse som ännu inte har inträffat. En ung man vid namn Rafiluccio Santaniello, son till den förmögne bagaren Arturo Santaniello, upplyser Barracano om att han tänker döda sin far. Han redogör för skälen till detta och ber Barracano att döma i saken, det vill säga att han egentligen begär Barracanos hjälp att försöka hindra det mord han tänker begå. Skälet till hans ilska är att fadern gjort honom arvlös och sammanbor med en "slampa" som nu förbrukar Rafiluccios arv samtidigt som hans gravida fästmö Rituccia lider av näringsbrist. Barracano ber honom avvakta med att döda fadern och gör upp ett möte med denne för att lösa osämjan. Under tiden ser Barracanos familj till att den utsvultna Rituccia får något att äta.
Mötet med Arturo Santaniello avlöper inte alls bra. Han kommer till mötet på Barracanos lantegendom och visar sig vara en fruktansvärt envis och egoistisk man. Han avvisar kategoriskt Barracanos förslag om att han ska sluta fred med sin son och visar därmed en brist på respekt som får Barracano att skärpa tonen. Santaniello förefaller inte vara speciellt intelligent och tycks inte förstå att Barracanos förslag i själva verket är en order och att det kommer att sluta illa om den inte följs. Han avråder Barracano från att försöka lägga sig i familjen Santaniellos interna affärer och lämnar upprörd huset. Barracano ber Rafiluccio vänta ytterligare ett tag och i stället för att skicka sina män för att hämta Arturo Santaniello stoppar han en revolver i sin ficka och åker med Fabio Della Ragione som chaufför till Neapel för ett andra samtal med Santaniello. När Barracano dyker upp på Santaniellos bageri blir denne livrädd och övertygad om att "borgmästaren" kommit för att döda honom hugger han en stor kniv i sidan på Barracano. Trots att Barracano är beväpnad avstår han avsiktligt från att skjuta Santaniello för att inte försätta Rafiluccio i en helt omöjlig situation och lämnar bageriet svårt sårad.
I pjäsens avslutande scen har några personer samlats till en avskedsmiddag för Della Ragione som efter över 30 år i Barracanos tjänst har beslutat att gå i pension och flytta till sin bror i USA. Barracano har ordnat festen i sin stadsvåning och vägrar att ställa in den trots att Della Ragione efter att ha inspekterat knivskadan har konstaterat att utan sjukhusvård kommer Barracano knappast att överleva natten. Barracano konstaterar bara att med hänsyn till omständigheterna kan han inte bege sig till ett sjukhus. Till festen kommer även Arturo Santaniello men inte frivilligt. Han hämtas hemma hos sig av två män i mörka solglasögon som utan att säga ett ord transporterar honom till Barracanos våning och stannar sedan på vakt vid dörren. På festen tvingas Santaniello av Barracano att skriva över största delen av sin förmögenhet på sonen Rafiluccio. När det är avklarat beordrar Barracano sin läkare att ange hjärtattack som dödsorsak varpå han drar sig tillbaka till sitt sovrum där han lägger sig på sin säng och dör. 
Utan att Barracano vet det misslyckas hans plan delvis. Doktor Fabio Della Ragione saboterar planen efter att i mer än 30 år ha tvingats göra allt precis som Barracano beordrat, ofta i svår samvetskonflikt, vilket är den egentliga orsaken till att han velat flytta till USA. Han skriver den verkliga dödsorsaken i dödsattesten medveten om att det kommer att resultera i ett långt fängelsestraff för Arturo Santaniello och i slutändan troligen även för honom själv. Rafiluccio Santaniello har under tiden efter att ha tänkt igenom saken en gång till beslutat att avstå från att döda sin far. Han har ingen aning om att hans dröjsmål med detta beslut har lett till att Barracano är död och att Arturo Santaniello kommer att hamna i fängelse för det.

## Filmversioner
Pjäsen har filmatiserats av Ugo Fabrizio Giordani med titeln Il Sindaco (1996) med Anthony Quinn i rollen som Barracano och med handlingen flyttad från Neapel till en fiktiv stad i USA.

## TV
Rai har producerat två TV-versioner av pjäsen, den första som var svartvit 1964 och den andra i färg 1979, båda regisserade av De Filippo som också spelar huvudrollen.

## DVD
Båda TV-versionerna finns utgivna på DVD av Rai. De är delvis på napolitanska men har undertexter på italienska (för hörselskadade).